# Ctenanthe setosa
Ctenanthe setosa là một loài thực vật có hoa trong họ Marantaceae. Loài này được (Roscoe) Eichler mô tả khoa học đầu tiên năm 1884.

## Hình ảnh

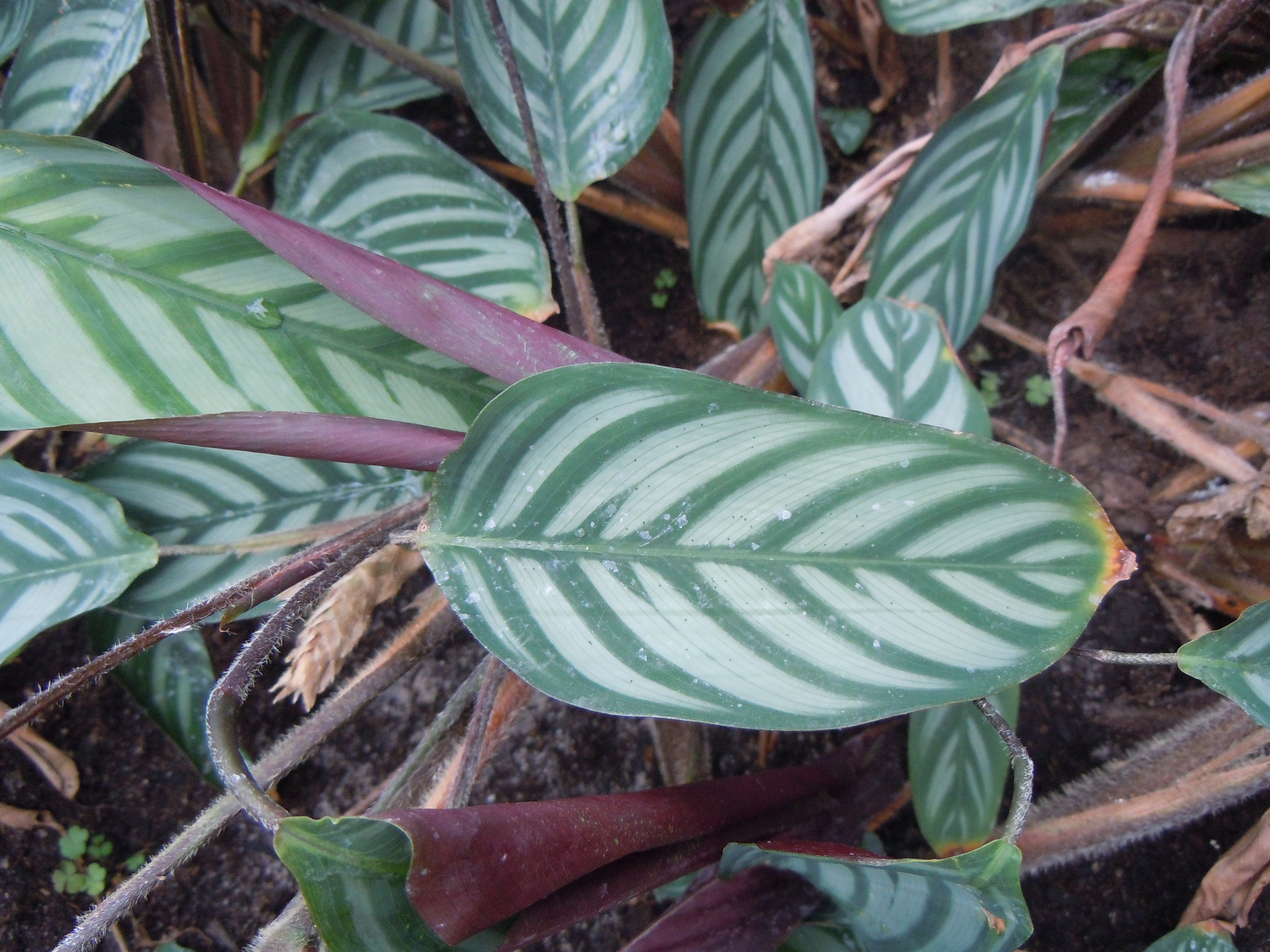
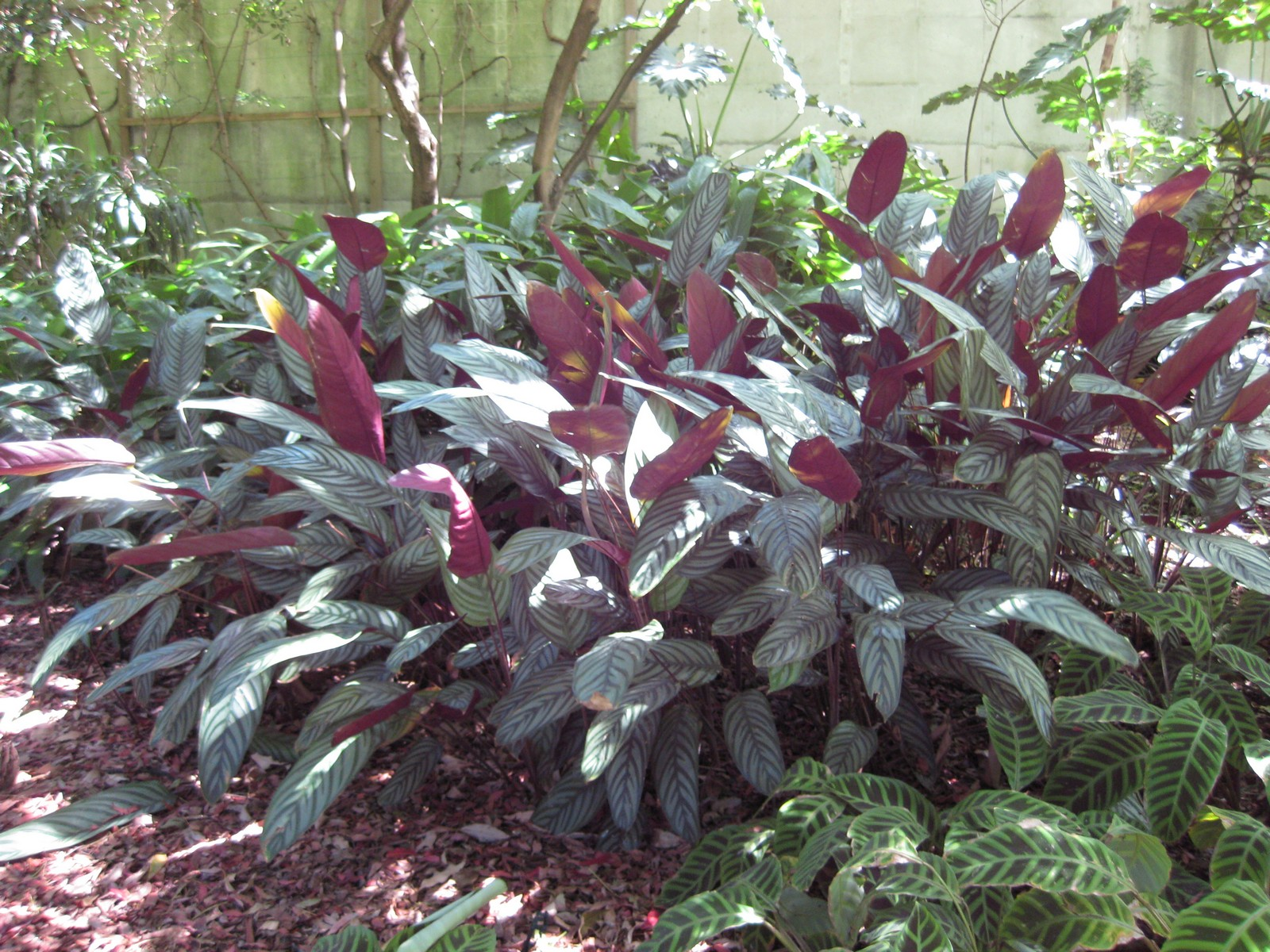
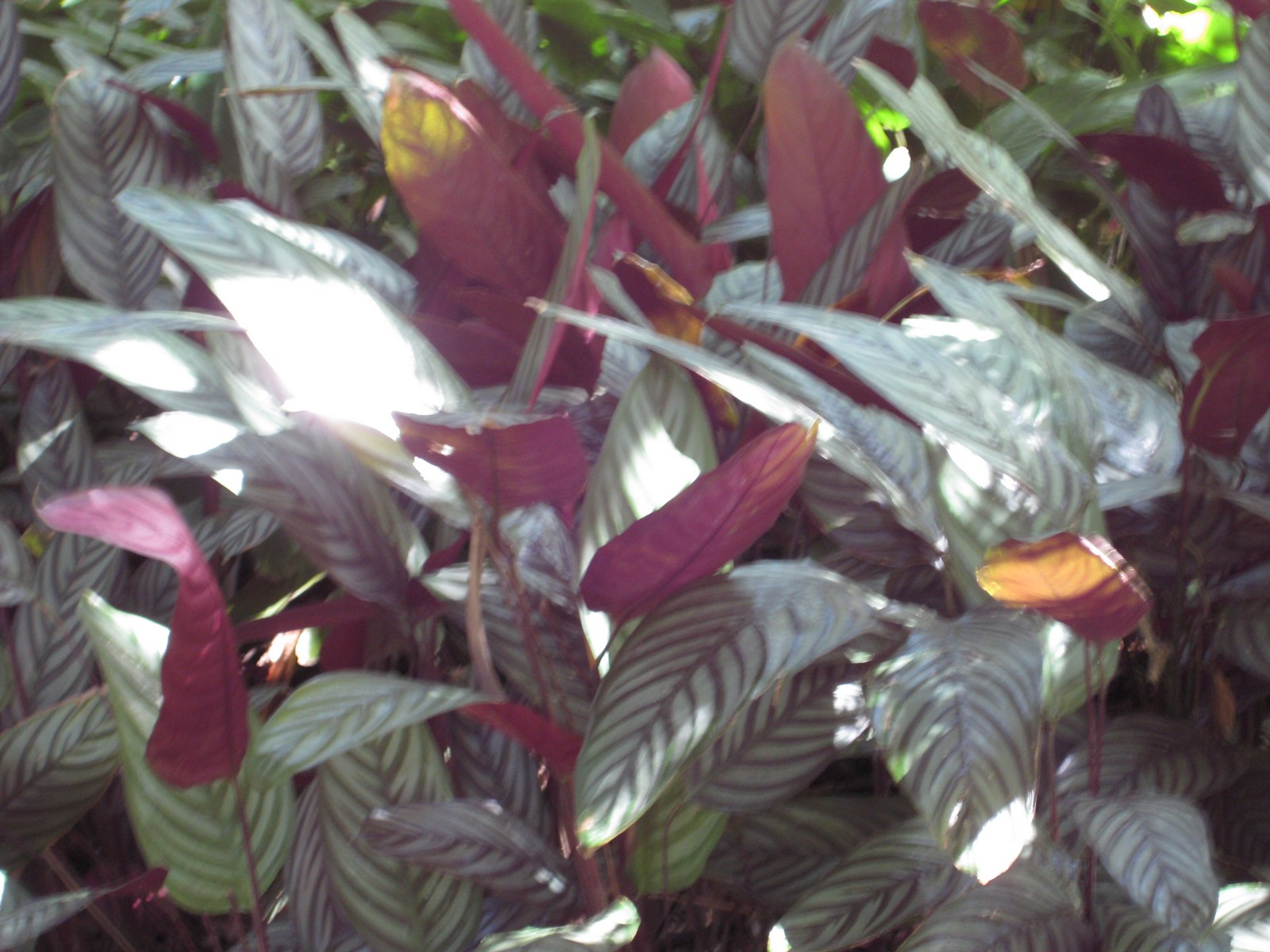
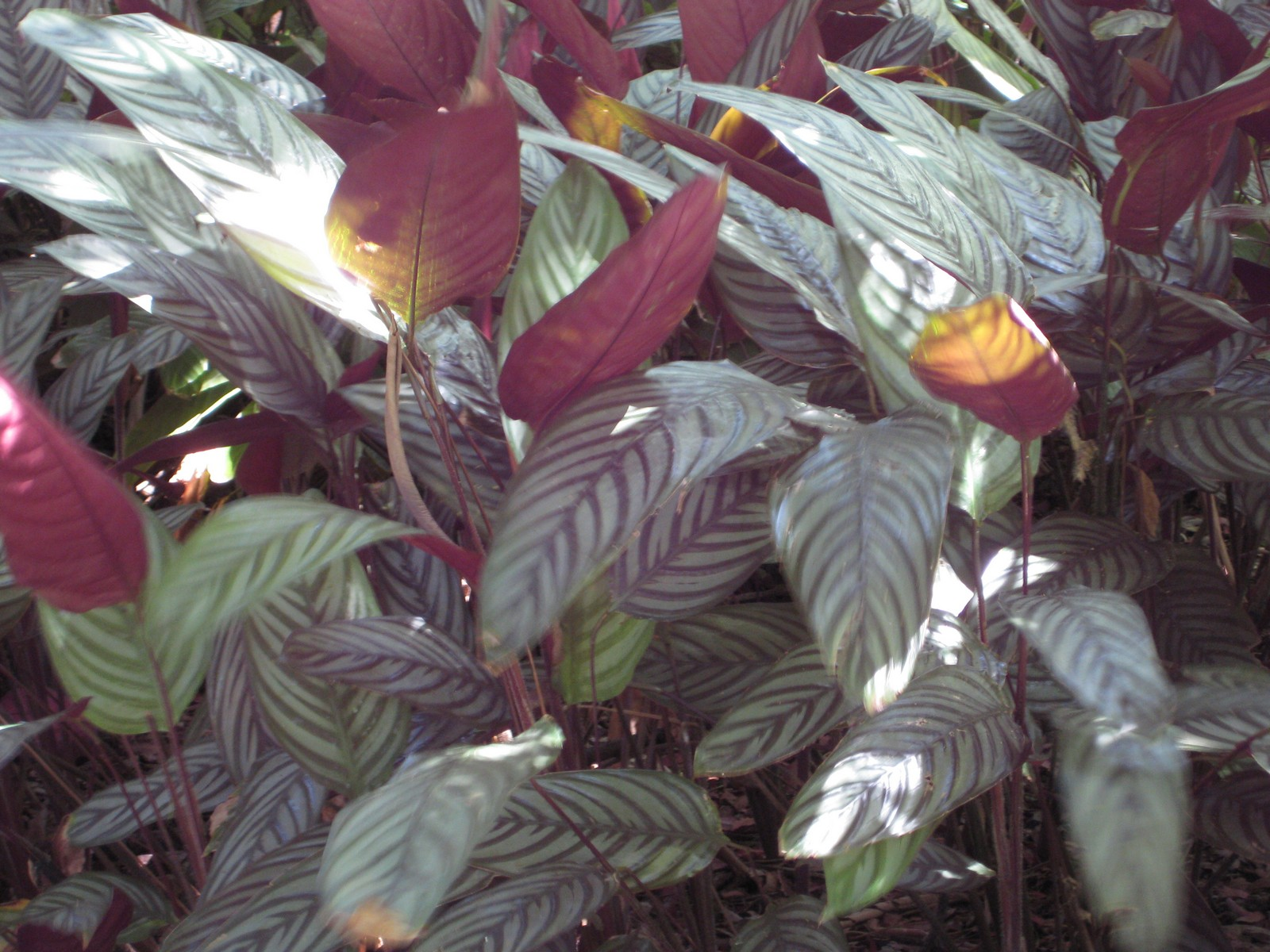